# ألين بريتون
ألين بريتون (بالإنجليزية: Allen Britton)‏ هو معلم موسيقى أمريكي، ولد في 25 مايو 1914، وتوفي في 17 فبراير 2003.